# Digitales Situationsmodell
Das digitale Situationsmodell (DSM) ist neben dem digitalen Geländemodell ein Teil des digitalen Landschaftsmodells. Als Situation werden die mit der Erdoberfläche fest verbundenen künstlichen und natürlichen Objekte bezeichnet. Diese werden in Objektgruppen eingeteilt (z. B. Siedlungen, Verkehr, Gewässer, Bodenbedeckung). Das DSM enthält Grundrissinformationen in Form von Vektordaten und Sachinformationen. 
Die Grundlage für diese Daten bilden meist 
- Topographische Karten
- Luftbilder
- Daten aus anderen Bereichen (Einwohnerzahlen, Naturschutzgebiete).

Der Begriff digitales Situationsmodell wird jedoch in der Praxis kaum benutzt. Stattdessen wird oft der Begriff digitales Landschaftsmodell verwendet. Das ATKIS-DLM ist streng genommen nur ein Situationsmodell.